# Фирліуг (комуна)
Фирліуг (рум. Fârliug) — комуна у повіті Караш-Северін в Румунії. До складу комуни входять такі села (дані про населення за 2002 рік):
- Валя-Маре (164 особи)
- Дезешть (257 осіб)
- Дулеу (247 осіб)
- Реметя-Погеніч (232 особи)
- Скеюш (407 осіб)
- Фирліуг (947 осіб)

Комуна розташована на відстані 353 км на захід від Бухареста, 21 км на північ від Решиці, 56 км на південний схід від Тімішоари.

## Населення
За даними перепису населення 2002 року у комуні проживали 2254 особи.
Національний склад населення комуни:
| Національність | Кількість осіб | Відсоток |
| -------------- | -------------- | -------- |
| румуни         | 2063           | 91,5%    |
| українці       | 88             | 3,9%     |
| цигани         | 35             | 1,6%     |
| словаки        | 24             | 1,1%     |
| чехи           | 19             | 0,8%     |
| німці          | 17             | 0,8%     |
| угорці         | 5              | 0,2%     |
| хорвати        | 2              | 0,1%     |
| серби          | 1              | < 0,1%   |

Рідною мовою назвали:
| Мова       | Кількість осіб | Відсоток |
| ---------- | -------------- | -------- |
| румунська  | 2107           | 93,5%    |
| українська | 87             | 3,9%     |
| чеська     | 24             | 1,1%     |
| словацька  | 21             | 0,9%     |
| німецька   | 9              | 0,4%     |
| угорська   | 3              | 0,1%     |
| циганська  | 2              | 0,1%     |
| хорватська | 1              | < 0,1%   |

Склад населення комуни за віросповіданням:
| Релігія            | Кількість осіб | Відсоток |
| ------------------ | -------------- | -------- |
| православні        | 1940           | 86,1%    |
| баптисти           | 171            | 7,6%     |
| греко-католики     | 55             | 2,4%     |
| римо-католики      | 39             | 1,7%     |
| п'ятдесятники      | 23             | 1,0%     |
| адвентисти         | 14             | 0,6%     |
| бретрени           | 8              | 0,4%     |
| реформати          | 1              | < 0,1%   |
| не релігійні       | 1              | < 0,1%   |
| не вказали релігію | 2              | 0,1%     |